# Италия на зимних Олимпийских играх 1992
Италия была представлена на зимних Олимпийских играх 1992 года 107 спортсменами (79 мужчин, 28 женщин), выступившими в состязаниях по 11 видам спорта. Итальянская сборная завоевала 14 медалей (4 золотых, 6 серебряных, 4 бронзовых), что вывело её на 6 место в неофициальном командном зачёте. Почти все свои награды итальянцы завоевали в горнолыжном спорте (5) и в лыжных гонках (8). Ещё одну медаль принесли саночники. Лыжница Стефания Бельмондо собрала полный комплект наград — золото, серебро и бронзу.

## Медалисты
| Медаль  | Спортсмен                                                           | Вид спорта        | Дисциплина                           |
| ------- | ------------------------------------------------------------------- | ----------------- | ------------------------------------ |
| Золото  | Альберто Томба                                                      | Горнолыжный спорт | Мужчины, гигантский слалом           |
| Золото  | Йозеф Полиг                                                         | Горнолыжный спорт | Мужчины, комбинация                  |
| Золото  | Дебора Компаньони                                                   | Горнолыжный спорт | Женщины, супергигант                 |
| Золото  | Стефания Бельмондо                                                  | Лыжные гонки      | Женщины, 30 км                       |
| Серебро | Альберто Томба                                                      | Горнолыжный спорт | Мужчины, слалом                      |
| Серебро | Джанфранко Мартин                                                   | Горнолыжный спорт | Мужчины, комбинация                  |
| Серебро | Марко Альбарелло                                                    | Лыжные гонки      | Мужчины, 10 км классическим стилем   |
| Серебро | Маурилио Де Зольт                                                   | Лыжные гонки      | Мужчины, 50 км свободным стилем      |
| Серебро | Джузеппе Пулие Марко Альбарелло Джорджо Ванцетта Сильвио Фаунер     | Лыжные гонки      | Мужчины, эстафета 4 x 10 км          |
| Серебро | Стефания Бельмондо                                                  | Лыжные гонки      | Женщины, 10 км по системе Гундерсена |
| Бронза  | Джорджо Ванцетта                                                    | Лыжные гонки      | Мужчины, 15 км по системе Гундерсена |
| Бронза  | Джорджо Ванцетта                                                    | Лыжные гонки      | Мужчины, 50 км свободным стилем      |
| Бронза  | Биче Ванцетта Мануэла Ди Чента Габриэлла Паруцци Стефания Бельмондо | Лыжные гонки      | Женщины, эстафета 4 x 5 км           |
| Бронза  | Норберт Хубер Хансйорг Рафль                                        | Санный спорт      | Мужчины, двойки                      |